# لیگ برتر والیبال زنان ایران ۱۳۹۹
لیگ برتر والیبال زنان ایران ۱۳۹۹ بیستمین دوره از لیگ برتر والیبال زنان ایران بود که در پاییز و زمستان ۱۳۹۹ برگزار شد.
این مسابقات با حضور ۸ تیم و در دو مرحله برگزار شد. در پایان تیم سایپا قهرمان شد. این دومین قهرمانی این تیم در مسابقات لیگ برتر والیبال زنان بود.

## تیم‌های حاضر
در ابتدا قرار بود که مسابقات با حضور نه تیم برگزار شود اما در پی انصراف تیم اطلس تهران بازی‌ها با حضور هشت تیم سایپا تهران، شهرداری قزوین، اکسون، سروقامتان بابل، ذوب‌آهن اصفهان، پیکان تهران، ستارگان فارس و خجسته اسلامشهر برگزار شد. همچنین تیم باریج‌اسانس کاشان نیز از حضور در رقابت‌ها انصراف داد و تیم خجسته اسلامشهر جایگزین این تیم شد.

## برگزاری بازی‌ها
در ابتدا قرار بود که مسابقات مانند فصل‌های گذشته با شرکت همه تیم‌ها در یک گروه در مرحله مقدماتی و به صورت رفت و برگشتی انجام شود و تیم‌های صعود کرده به مرحله پلی‌آف بروند. اما موج سوم شیوع کروناویروس در ایران باعث شد تا نحوه برگزاری بازی‌ها با تغییراتی روبه‌رو شود و تیم‌ها در مرحله مقدماتی در ۲ گروه چهار تیمی بازی کردند. این مرحله به مدت سه هفته و به صورت متمرکز برگزار شد.

### مرحله مقدماتی
مرحله مقدماتی بازی‌ها در ۲ گروه ۴ تیمی در آبان و آذر برگزار شد.
| گروه الف | گروه الف       | گروه الف     | گروه الف     | گروه الف     | گروه الف | گروه الف      | گروه الف      | گروه الف      | گروه الف      | گروه الف      | گروه الف      | گروه الف | گروه الف | گروه الف | گروه الف   | گروه الف   | گروه الف   |
| رتبه     | تیم            | تعداد مسابقه | تعداد مسابقه | تعداد مسابقه | امتیاز   | نتایج کسب شده | نتایج کسب شده | نتایج کسب شده | نتایج کسب شده | نتایج کسب شده | نتایج کسب شده | مجموع ست | مجموع ست | مجموع ست | مجموع پوئن | مجموع پوئن | مجموع پوئن |
| رتبه     | تیم            | برد          | باخت         | کل           | امتیاز   | ۳–۰           | ۳–۱           | ۳–۲           | ۰–۳           | ۱–۳           | ۲–۳           | برنده    | بازنده   | نسبت     | برنده      | بازنده     | نسبت       |
| -------- | -------------- | ------------ | ------------ | ------------ | -------- | ------------- | ------------- | ------------- | ------------- | ------------- | ------------- | -------- | -------- | -------- | ---------- | ---------- | ---------- |
| ۱        | سایپا تهران    | ۶            | ۰            | ۶            | ۱۸       |               |               |               |               |               |               |          |          |          |            |            |            |
| ۲        | شهرداری قزوین  | ۴            | ۲            | ۶            | ۱۱       |               |               |               |               |               |               |          |          |          |            |            |            |
| ۳        | اکسون          | ۲            | ۴            | ۶            | ۷        |               |               |               |               |               |               |          |          |          |            |            |            |
| ۴        | سروقامتان بابل | ۰            | ۶            | ۶            | ۰        |               |               |               |               |               |               |          |          |          |            |            |            |

| گروه ب | گروه ب         | گروه ب       | گروه ب       | گروه ب       | گروه ب | گروه ب        | گروه ب        | گروه ب        | گروه ب        | گروه ب        | گروه ب        | گروه ب   | گروه ب   | گروه ب   | گروه ب     | گروه ب     | گروه ب     |
| رتبه   | تیم            | تعداد مسابقه | تعداد مسابقه | تعداد مسابقه | امتیاز | نتایج کسب شده | نتایج کسب شده | نتایج کسب شده | نتایج کسب شده | نتایج کسب شده | نتایج کسب شده | مجموع ست | مجموع ست | مجموع ست | مجموع پوئن | مجموع پوئن | مجموع پوئن |
| رتبه   | تیم            | برد          | باخت         | کل           | امتیاز | ۳–۰           | ۳–۱           | ۳–۲           | ۰–۳           | ۱–۳           | ۲–۳           | برنده    | بازنده   | نسبت     | برنده      | بازنده     | نسبت       |
| ------ | -------------- | ------------ | ------------ | ------------ | ------ | ------------- | ------------- | ------------- | ------------- | ------------- | ------------- | -------- | -------- | -------- | ---------- | ---------- | ---------- |
| ۱      | پیکان تهران    | ۵            | ۱            | ۶            | ۱۶     |               |               |               |               |               |               |          |          |          |            |            |            |
| ۲      | ذوب‌آهن اصفهان  | ۵            | ۱            | ۶            | ۱۴     |               |               |               |               |               |               |          |          |          |            |            |            |
| ۳      | خجسته اسلامشهر | ۲            | ۴            | ۶            | ۶      |               |               |               |               |               |               |          |          |          |            |            |            |
| ۴      | ستارگان فارس   | ۰            | ۶            | ۶            | ۰      |               |               |               |               |               |               |          |          |          |            |            |            |

### مرحله نهایی
۲ تیم صعود کرده از گروه الف و ۲ تیم صعود کرده از گروه ب مرحله مقدماتی ۴ تیم حاضر در مرحله نهایی را تشکیل دادند. مرحله نهایی بازی‌ها در دی و بهمن به صورت رفت و برگشتی انجام شد تا تکلیف تیم‌های اول تا چهارم لیگ برتر والیبال زنان مشخص شود. تیم‌های بازنده دو گروه مرحله مقدماتی برای تعیین تیم‌های پنجم تا هشتم به صورت رفت و برگشتی بازی کردند.
| مرحله نهایی لیگ برتر والیبال زنان ایران | مرحله نهایی لیگ برتر والیبال زنان ایران | مرحله نهایی لیگ برتر والیبال زنان ایران | مرحله نهایی لیگ برتر والیبال زنان ایران | مرحله نهایی لیگ برتر والیبال زنان ایران | مرحله نهایی لیگ برتر والیبال زنان ایران | مرحله نهایی لیگ برتر والیبال زنان ایران | مرحله نهایی لیگ برتر والیبال زنان ایران | مرحله نهایی لیگ برتر والیبال زنان ایران | مرحله نهایی لیگ برتر والیبال زنان ایران | مرحله نهایی لیگ برتر والیبال زنان ایران | مرحله نهایی لیگ برتر والیبال زنان ایران | مرحله نهایی لیگ برتر والیبال زنان ایران | مرحله نهایی لیگ برتر والیبال زنان ایران | مرحله نهایی لیگ برتر والیبال زنان ایران | مرحله نهایی لیگ برتر والیبال زنان ایران | مرحله نهایی لیگ برتر والیبال زنان ایران | مرحله نهایی لیگ برتر والیبال زنان ایران |
| رتبه                                    | تیم                                     | تعداد مسابقه                            | تعداد مسابقه                            | تعداد مسابقه                            | امتیاز                                  | نتایج کسب شده                           | نتایج کسب شده                           | نتایج کسب شده                           | نتایج کسب شده                           | نتایج کسب شده                           | نتایج کسب شده                           | مجموع ست                                | مجموع ست                                | مجموع ست                                | مجموع پوئن                              | مجموع پوئن                              | مجموع پوئن                              |
| رتبه                                    | تیم                                     | برد                                     | باخت                                    | کل                                      | امتیاز                                  | ۳–۰                                     | ۳–۱                                     | ۳–۲                                     | ۰–۳                                     | ۱–۳                                     | ۲–۳                                     | برنده                                   | بازنده                                  | نسبت                                    | برنده                                   | بازنده                                  | نسبت                                    |
| --------------------------------------- | --------------------------------------- | --------------------------------------- | --------------------------------------- | --------------------------------------- | --------------------------------------- | --------------------------------------- | --------------------------------------- | --------------------------------------- | --------------------------------------- | --------------------------------------- | --------------------------------------- | --------------------------------------- | --------------------------------------- | --------------------------------------- | --------------------------------------- | --------------------------------------- | --------------------------------------- |
| ۱                                       | سایپا تهران                             | ۶                                       | ۰                                       | ۶                                       | ۱۸                                      |                                         |                                         |                                         |                                         |                                         |                                         |                                         |                                         | ۶                                       |                                         |                                         | ۱.۳۶                                    |
| ۲                                       | ذوب‌آهن اصفهان                           | ۴                                       | ۲                                       | ۶                                       | ۱۲                                      |                                         |                                         |                                         |                                         |                                         |                                         |                                         |                                         | ۱.۸۵                                    |                                         |                                         | ۱.۱۲                                    |
| ۳                                       | پیکان تهران                             | ۲                                       | ۴                                       | ۶                                       | ۶                                       |                                         |                                         |                                         |                                         |                                         |                                         |                                         |                                         | ۰.۶۹                                    |                                         |                                         | ۰.۹۰                                    |
| ۴                                       | شهرداری قزوین                           | ۰                                       | ۶                                       | ۶                                       | ۰                                       |                                         |                                         |                                         |                                         |                                         |                                         |                                         |                                         | ۰.۰۵                                    |                                         |                                         | ۰.۶۸                                    |

۴ تیم سروقامتان بابل، اکسون، خجسته اسلامشهر و ستارگان فارس نیز در بازی‌های رده‌بندی نهایی به مقام‌های پنجم تا هشتم رسیدند.
| مرحله نهایی لیگ برتر والیبال زنان ایران | مرحله نهایی لیگ برتر والیبال زنان ایران | مرحله نهایی لیگ برتر والیبال زنان ایران | مرحله نهایی لیگ برتر والیبال زنان ایران | مرحله نهایی لیگ برتر والیبال زنان ایران | مرحله نهایی لیگ برتر والیبال زنان ایران | مرحله نهایی لیگ برتر والیبال زنان ایران | مرحله نهایی لیگ برتر والیبال زنان ایران | مرحله نهایی لیگ برتر والیبال زنان ایران | مرحله نهایی لیگ برتر والیبال زنان ایران | مرحله نهایی لیگ برتر والیبال زنان ایران | مرحله نهایی لیگ برتر والیبال زنان ایران | مرحله نهایی لیگ برتر والیبال زنان ایران | مرحله نهایی لیگ برتر والیبال زنان ایران | مرحله نهایی لیگ برتر والیبال زنان ایران | مرحله نهایی لیگ برتر والیبال زنان ایران | مرحله نهایی لیگ برتر والیبال زنان ایران | مرحله نهایی لیگ برتر والیبال زنان ایران |
| رتبه                                    | تیم                                     | تعداد مسابقه                            | تعداد مسابقه                            | تعداد مسابقه                            | امتیاز                                  | نتایج کسب شده                           | نتایج کسب شده                           | نتایج کسب شده                           | نتایج کسب شده                           | نتایج کسب شده                           | نتایج کسب شده                           | مجموع ست                                | مجموع ست                                | مجموع ست                                | مجموع پوئن                              | مجموع پوئن                              | مجموع پوئن                              |
| رتبه                                    | تیم                                     | برد                                     | باخت                                    | کل                                      | امتیاز                                  | ۳–۰                                     | ۳–۱                                     | ۳–۲                                     | ۰–۳                                     | ۱–۳                                     | ۲–۳                                     | برنده                                   | بازنده                                  | نسبت                                    | برنده                                   | بازنده                                  | نسبت                                    |
| --------------------------------------- | --------------------------------------- | --------------------------------------- | --------------------------------------- | --------------------------------------- | --------------------------------------- | --------------------------------------- | --------------------------------------- | --------------------------------------- | --------------------------------------- | --------------------------------------- | --------------------------------------- | --------------------------------------- | --------------------------------------- | --------------------------------------- | --------------------------------------- | --------------------------------------- | --------------------------------------- |
| ۵                                       | سروقامتان بابل                          | ۳                                       | ۰                                       | ۳                                       | ۹                                       |                                         |                                         |                                         |                                         |                                         |                                         |                                         |                                         |                                         |                                         |                                         |                                         |
| ۶                                       | اکسون                                   | ۲                                       | ۱                                       | ۳                                       | ۵                                       |                                         |                                         |                                         |                                         |                                         |                                         |                                         |                                         |                                         |                                         |                                         |                                         |
| ۷                                       | خجسته اسلامشهر                          | ۱                                       | ۲                                       | ۳                                       | ۴                                       |                                         |                                         |                                         |                                         |                                         |                                         |                                         |                                         |                                         |                                         |                                         |                                         |
| ۸                                       | ستارگان فارس                            | ۰                                       | ۳                                       | ۳                                       | ۰                                       |                                         |                                         |                                         |                                         |                                         |                                         |                                         |                                         |                                         |                                         |                                         |                                         |

## رده‌بندی نهایی
در جدول رده‌بندی نهایی سایپا، ذوب‌آهن و پیکان به ترتیب اول تا سوم شدند.
| جدول نهایی لیگ برتر والیبال زنان ایران ۱۳۹۹ | جدول نهایی لیگ برتر والیبال زنان ایران ۱۳۹۹ | جدول نهایی لیگ برتر والیبال زنان ایران ۱۳۹۹  |
| رتبه                                        | تیم                                         | امتیاز                                       |
| ------------------------------------------- | ------------------------------------------- | -------------------------------------------- |
| ۱                                           | سایپا تهران                                 | صعود به مسابقات قهرمانی باشگاه های زنان آسیا |
| ۲                                           | ذوب‌آهن اصفهان                               |                                              |
| ۳                                           | پیکان تهران                                 |                                              |
| ۴                                           | شهرداری قزوین                               |                                              |
| ۵                                           | سروقامتان بابل                              |                                              |
| ۶                                           | اکسون                                       |                                              |
| ۷                                           | خجسته اسلامشهر                              |                                              |
| ۸                                           | ستارگان فارس                                |                                              |

## آمار و رکوردها

### برترین بازیکنان
در پایان این مسابقات بهترین بازیکنان در پست‌های مختلف معرفی شدند:
- ارزشمندترین بازیکن: مونا آشفته از سایپا
- بهترین مدافع: پوران زارع از سایپا و زهرا شیری از ذوب آهن
- بهترین دریافت‌کننده قدرتی: مهسا صابری از سایپا و فهیمه زارعی از ذوب آهن
- بهترین قطر پاسور: الهه پورصالح از پیکان
- بهترین لیبرو: زهرا بخشی از پیکان
- بهترین پاسور: شبنم علیخانی از سایپا